# Carl Iversen
Carl Langballe Iversen (født 5. marts 1899 i Randers, død 26. maj 1978 i Hillerød) var en dansk nationaløkonom, rektor og professor.
Iversen var uddannet som cand.polit. i 1923, hvorefter han fik Københavns Universitets guldmedalje i 1925. Han blev dr.polit. i 1935, og 1939-67 var han professor i statskundskab og nationaløkonomi ved Københavns Universitet. I perioden 1958-66 var han tillige rektor for Københavns Universitet. Carl Iversen var den første overvismand for Det Økonomiske Råd 1962-69.
Carl Iversen er begravet på Hellerup Kirkegård.